# 猎捕
是2020年美国惊悚片，由克雷格·卓贝导演，卓贝和戴蒙·林德洛夫编剧。杰森·布伦以他的布伦屋制片公司名义担任制片人。演员阵容有贝蒂·吉尔平、伊克·巴里霍爾茨和希拉蕊·史旺，艾瑪·羅勃茲於此片作客串。卓贝和林德洛夫表示，影片讽刺了美国左派和右派之间的政治鸿沟。
影片原定于2019年9月27日上映，受同年8月初代顿和埃尔帕索两地的大规模枪击案影响，环球影业推迟了影片的上映时间。影片最终于2020年3月13日在美国上映，但受到2019冠状病毒病疫情的冲突，票房仅为1240万美元，最后提前在流媒体平台上线，供观众付费点播。

## 劇情大綱
在一个文字聊天群组，一名叫雅典娜的女子跟朋友们大肆庆祝自己即将参加獵殺“下等人”的獵捕游戏“庄园门”。一年后，在她的私人飞机上，她杀掉了一名从货舱摇晃着走出来的男子。
之后，11名嘴巴被口枷堵住的俘虏从森林中醒来。在一片空地中，他们发现了一箱武器和解开口枷的钥匙。然而就在他们捡装备的时候，其中五个人被躲在暗处的敌人开枪击毙，另三个人翻过铁丝网逃到一处加油站。加油站的老板是一对老夫妻朱利斯與米蘭達，他们说三个人身在阿肯色州。三个人意识到自己是从美国不同地方绑架到这里，认为他们所处的环境类似于阴谋论“庄园门”。此時老夫妻突然透露自己的绑匪身份，开枪打死了三人。
未撿武器便逃脱的克莉丝朵（獵殺團以「雪球」代號稱之，影射《動物農莊》）随后来到加油站，她在买烟时候发现香烟太贵，不可能是阿肯色州的价钱，機警地用柜台下的枪打死了夫妇俩。她又发现门外停着一辆裝有詭雷的卡车，用假的阿肯色州车牌盖住了克羅埃西亞（中歐）车牌。克莉丝朵和另一名俘虏—阴谋论播客盖瑞登上一辆装满难民的火车车厢，路上盖瑞一直认为车上的难民是危机演员。后来，克罗埃西亞的军人搜查了车厢。盖瑞尝试说服士兵相信“庄园门”的陰謀，以及车上难民不是單純難民而是獵殺團惡人。此时一位难民麥克私下坦承自己是车上唯一一位演员，但軍方搜查并不在计划中，因此向盖瑞提出合作渡過眼前危機。但盖瑞用演员藏在身上的手榴弹炸死了他而被逮捕審訊，之後克莉丝朵被带到难民营。
克莉丝朵在营中遇到另一位逃跑的俘虏，名叫唐。不久一位美国特使奧利佛抵达，要把两人接回美國大使馆。奧利佛在車上言談間問及唐是否因為言行不慎而引起獵殺事件，克莉丝朵這時突然一脚把奧利佛踹出车外，並倒车把他碾死。之後她和唐在车子的後車廂中找到了盖瑞的尸体和一张地图。這時克莉絲朵跟唐讲了一个“长耳大野兔和箱龟”的故事，在这个类似龟兔赛跑的故事中，长耳大野兔输掉比赛后杀掉了箱龟全家，並盡情享用箱龜祝賀勝利的大餐。兩人用找到的地圖到假特使原定前往的目的地，克莉丝朵槍杀了几位想要杀掉他们的的敌人並打倒獵殺團顾问戴尔中士。此時雅典娜用突然无线电呼叫唐，问他有沒有杀了克莉丝朵，造成二人持槍對峙。克莉丝朵要求唐扔下武器，唐因恐懼和不信任拒絕而被槍杀。为了問出雅典娜的位置，克莉丝朵對戴尔中士逼供，並透露她曾在阿富汗打過仗，而戴尔則只是国民警卫队。
一年前雅典娜和朋友們在討論區中拿獵殺阴谋论“庄园门”开玩笑，但是这番言论遭舉發導致她和其他人失去了高薪工作。雅典娜等人心有不甘竟決定弄假成真，搜索舉報人資料並根据嫌疑程度来挑選受害者。而克莉丝朵虽然评分较低，但雅典娜得知她的網名後就坚持將她拉入游戏。回到现在，克莉丝朵抵達莊園後和雅典娜正面對峙，雅典娜嘲笑克莉丝朵过去的經歷，克莉丝朵才意识到雅典娜根本绑错了人，只因為她和本来該被绑架的人同名。之后克莉絲朵和雅典娜兩人激烈交戰，最後互相用果汁機的刀葉重創了对方。雅典娜死后，克莉丝朵看到了一只长耳大野兔（呼應上述的龜兔賽跑故事），於是起身用噴槍灼燒了自己的傷口止血，再換上雅典娜的名貴服裝並搭乘她的私人飞机离开。

## 阵容
- 貝蒂·吉爾平 (Betty Gilpin) 饰 克莉絲朵·克里希（Crystal Creasey）獵物
  - 查理·斯劳特（Charli Slaughter）饰 青年克莉絲朵（Young Crystal）
- 伊克·巴里霍尔茨 饰 「史丹頓島」摩西（Moses "Staten Island"）獵物
- 艾瑪·羅勃茲 饰 瑜珈裤（Yoga Pants）獵物
- 饰 雅典娜·史東（Athena Stone）獵殺團首腦
- 賈斯汀·哈特雷 饰 夏恩（Shane）獵物
- 格伦·豪顿（英语：Glenn Howerton） 饰 理察（Richard）獵殺團
- 艾咪·麦迪根（英语：Amy Madigan） 饰 「老媽」米蘭達（Miranda / "Ma"）獵殺團（加油站雜貨店老闆）
- 里德·伯尼 饰 「老爹」朱利斯（Julius / "Pop"）獵殺團（加油站雜貨店老闆）
- 伊森·索普 饰 盖瑞（Gary）獵物
- 麥坎·布莱尔（英语：Macon Blair） 饰 「假特使」奧利佛（Oliver / "Fauxnvoy"）獵殺團
- J·C·麦肯齐（英语：J. C. MacKenzie） 饰 保罗（Paul）
- 韦恩·杜瓦（Wayne Duvall） 饰 唐（Don）獵物
- 泰瑞·怀布尔（英语：Teri Wyble） 饰 莉柏蒂（Liberty）獵殺團
- 斯特吉尔·辛普森（英语：Sturgill Simpson） 饰 「香草讚」溫普先生（Mr. Whimper / "Vanilla Nice"）獵物
- 乌斯曼·艾利（英语：Usman Ally） 饰 危機演員麥克（Crisis Mike）獵殺團
- 史蒂夫·库尔特（Steve Coulter）饰 「醫生」泰德（Ted "The Doctor"）獵殺團
- 迪恩·威斯特（Dean West）饰 马丁（Martin）獵殺團
- 史蒂夫·莫卡特（Steve Mokate）饰 戴尔中士（Sgt. Dale）獵殺團顧問
- 希薇亞·葛蕾絲·克里姆（Sylvia Grace Crim）饰 白骨精（Dead Sexy）獵物

## 制作
2018年3月，环球影业购入影片改编权，由克雷格·卓贝执导，尼克·库斯（Nick Cuse）和戴蒙·林道夫编剧。剧本原名《红蓝州大战》（Red State Vs. Blue State），出自政治术语紅州與藍州。不过，环球后来澄清影片从未用该名字作为影片暂定名称。
精英猎人认为他们的猎物“很可悲”（deplorables），这是在揶揄希拉蕊·柯林頓在竞选2016年美國總統選舉期间用“一群可悲的人”称呼时任总统候选人唐納·川普的支持者。剧本的初稿将工人阶级保守派塑造为影片的英雄。
2019年3月，艾玛·罗伯茨、賈斯汀·哈特雷、格伦·豪顿、伊克·巴里霍尔茨和贝蒂·吉尔平宣布加入剧组。2019年4月，艾米·麦迪根、吉姆·洛克、查理·斯劳特、史蒂夫·莫卡特和迪恩·韦斯特加入剧组。7月，希拉里·斯旺克加入剧组。
影片于2019年2月20日在新奥尔良开拍，4月5日结束。

## 发行
影片原计划2019年9月27日上映，之后推迟到10月18日，然后再改回原档期。
2019年8月7日，环球宣布受代顿和埃尔帕索两地大规模枪击案影响，影片的宣传活动暂停几天后，影片撤出原档期
2020年2月，影片改到2020年3月13日（13號星期五）上映，同时发布预告片回击同样备受争议的影片《小丑》。制片人杰森·布鲁姆在采访表示，延期以来没有改过一帧画面，影片会原封不动上映。
受2019冠状病毒病疫情影响，影片提前在流媒体平台上线。

## 评价

### 最初回应
《好莱坞报道者》指出，影片的前两次试映收获了“负面的评价”。第二轮试映于2019年8月6日在洛杉矶进行，当时“观众再次对影片表达的政治议题表示反感”，而环球影业并没有预测到这个问题（尽管其他制片方最初以這個原因枪毙了剧本）。《综艺》表示环球影业撤回了一份报告，该报告指观众对影片的政治倾向感到不适，同时反驳了称最初剧本的题目很具政治爆炸性的说法。环球的发言人表示：“尽管部分媒体表示《猎捕》的试映引起观众负面评价，但事实上影片的评价很好，成为了布鲁姆原创电影中试映分数最高的一部。另外，试映时在场的观众是对影片中的所有政治讨论反感。尽管也有报道指《猎捕》此前题为《红蓝州大战》，但在整个开发过程中，它从来不是影片的暂定名称，也没有出现在任何进度报告中。”
影片最初被搁置前，部分媒体批评影片疑似描绘自由派精英猎殺唐纳德·特朗普的支持者。特朗普于2019年8月9日在Twitter亲自回应，称“自由好莱坞”是“种族主义的最高级别”。他指“一部即将上映的电影是用来煽动和制造混乱的”，称“他们自己制造暴力，过后还想责怪其他人”。尽管特朗普没有指出影片的名称，新闻媒体还是认为这部影片很可能是《猎捕》。《大西洋》和《国家评论》专栏作家在内的部分评论人士指出影片被部分保守的评论员误以为有着反自由主义的右派基调。

### 票房
影片与《血衛》和《我仍然相信》同日在美国和加拿大上映，首周末在3028家影院上映，预计票房在800万到1100万美元。影片上映首日获得220万美元票房（含周四晚点映的435000美元），最终以530万美元的成绩空降票房榜第五位。该周末也创下自1998年10月以来最低的票房成绩，所有影片票房总额仅为5530万美元，很大程度的原因是为了减小新冠病毒传播而导致的人员限制和规定。

### 专业评价
汇总媒体网站烂番茄根据161条评论打出53%的新鲜度，平均分5.75/10。网站共识写道：“《猎捕》是一部算成功的暗黑幽默动作惊悚片，但当被用来进行及时的社会讽刺时，它的作用就很明显Metacritic根据42条评论，打出50/100的加权平均分。影院评分观众投票结果为C+（范围为A+到F）。